# ATP6V0E1
ATP6V0E1 (англ. ATPase H+ transporting V0 subunit e1) – білок, який кодується однойменним геном, розташованим у людей на короткому плечі 5-ї хромосоми. Довжина поліпептидного ланцюга білка становить 81 амінокислот, а молекулярна маса — 9 374.
| 10         |  | 20         |  | 30         |  | 40         |  | 50         |
| ---------- |  | ---------- |  | ---------- |  | ---------- |  | ---------- |
| MAYHGLTVPL |  | IVMSVFWGFV |  | GFLVPWFIPK |  | GPNRGVIITM |  | LVTCSVCCYL |
| FWLIAILAQL |  | NPLFGPQLKN |  | ETIWYLKYHW |  | P          |  |            |

A: Аланін

C: Цистеїн

E: Глутамінова кислота

F: Фенілаланін

G: Гліцин

H: Гістидин

I: Ізолейцин

K: Лізин

L: Лейцин

M: Метіонін

N: Аспарагін

P: Пролін

Q: Глутамін

R: Аргінін

S: Серин

T: Треонін

V: Валін

W: Триптофан

Кодований геном білок за функцією належить до гідролаз. 
Задіяний у таких біологічних процесах, як транспорт іонів, транспорт, транспорт протонів. 
Локалізований у мембрані.